# Cristiano Borro Barbosa
Cristiano Guilherme Borro Barbosa (ur. 11 października 1976 w Adamantinie) – amerykański duchowny katolicki, biskup pomocniczy Bostonu od 2024.

## Życiorys
Święcenia kapłańskie otrzymał 22 grudnia 2007 i został inkardynowany do diecezji Bauru, jednak zaraz po święceniach wyjechał do Stanów Zjednoczonych i pracował w archidiecezji bostońskiej jako duszpasterz wiernych pochodzących z Brazylii i Portugalii. W latach 2019–2020 pracował jako wikariusz, a następnie był pracownikiem bostońskich seminariów duchownych. W 2021 oficjalnie inkardynowany do archidiecezji bostońskiej, w 2023 został wikariuszem biskupim dla jej centralnej części.
9 grudnia 2023 papież Franciszek mianował go biskupem pomocniczym archidiecezji Bostonu ze stolicą tytularną Membressa.
3 lutego 2024 przyjął święcenia biskupie w Archikatedrze Świętego Krzyża w Bostonie. Głównym konsekratorem był arcybiskup Bostonu, kardynał Seán O’Malley. 